# ماني إس. براون
ماني إس. براون (بالإنجليزية: Manny S. Brown)‏ هو محامي وسياسي أمريكي، ولد في 1917، وتوفي في 7 أبريل 1987. حزبياً، نشط في الحزب الديمقراطي. وقد انتخب عضو جمعية ولاية ويسكونسن.